# Melilla (Montevideo)
Melilla es el nombre dado a la zona noroeste del departamento de Montevideo, Uruguay.

## Historia
En la época colonial se conocía con el nombre de «Estancia de la caballada del Rey». La denominación actual evoca el apellido del antiguo cabildante de la etapa fundacional de Montevideo, Juan Delgado Melilla, quien se asentó en la zona en 1730.

## Características
Delimitado en parte por el río Santa Lucía (se pueden apreciar los Humedales del Santa Lucía) y el arroyo Colorado.
Se trata de un área mayormente rural, con baja densidad de población y rica producción hortícola; esta actividad prosperó desde principios del siglo XX. En fechas más recientes están de moda los salones para fiestas y eventos.
Sus principales vías de tránsito son el Camino Melilla, Camino de la Redención, y la nueva Ruta 5.
Es característico de la zona el Aeródromo de Melilla, habilitado para el tráfico de pequeñas aeronaves.
Al suroeste se encuentra el pueblo de Santiago Vázquez.